# Volkswagen Budd-e

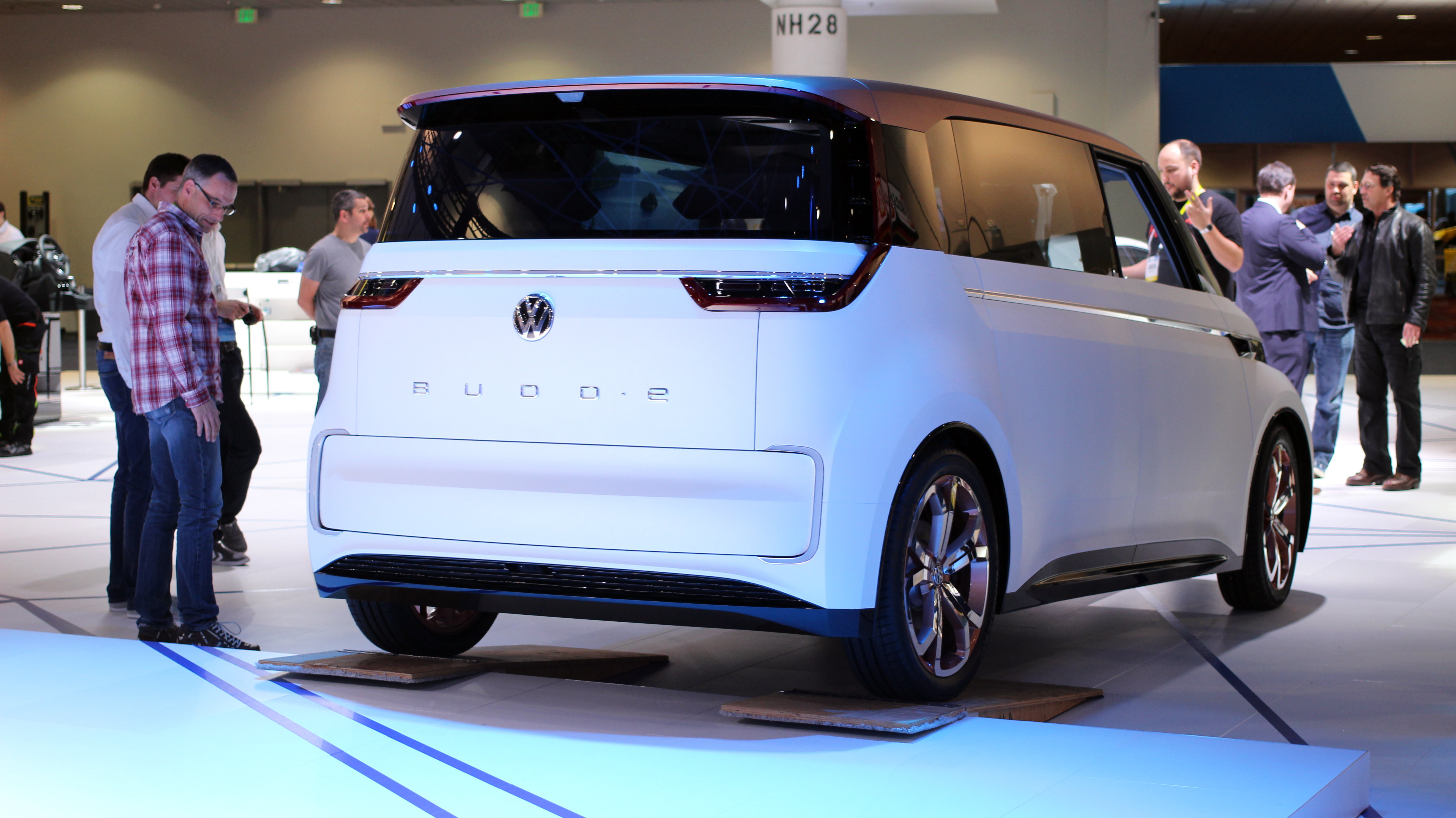
VW BUDD-E vue de derrière.

Le Budd-e est un concept car électrique dévoilé par le constructeur automobile allemand Volkswagen début 2016 au CES de Las Vegas. Il s'agit d'une réinterprétation du Volkswagen Combi d'après sa face avant composée de phares étirés par une immense calandre verticale à barrettes horizontales. Électrique et ultra-connecté, le concept préfigure les futurs modèles électriques de Volkswagen.
Il est également dévoilé au Salon de Genève 2016.

## Histoire
Volkswagen affirme que le nom du concept Budd-e est validé pour la version définitive et elle sera bien produite à partir de 2019. Mais, à la suite d'investissements financiers, la plateforme MEB ne sera prête qu'en 2020, et par la dernière itération conceptuelle ID.Buzz, le futur Combi 100 % électrique produit à partir de 2022, intégré au lancement de 30 véhicules électriques VW à l'horizon 2025 dont l'offensive comprend lui-même, une berline et un SUV. Préfigurant une sorte de monospace électrique, il pourrait remplacer le Volkswagen Sharan. 